# Šatrijos Ragana

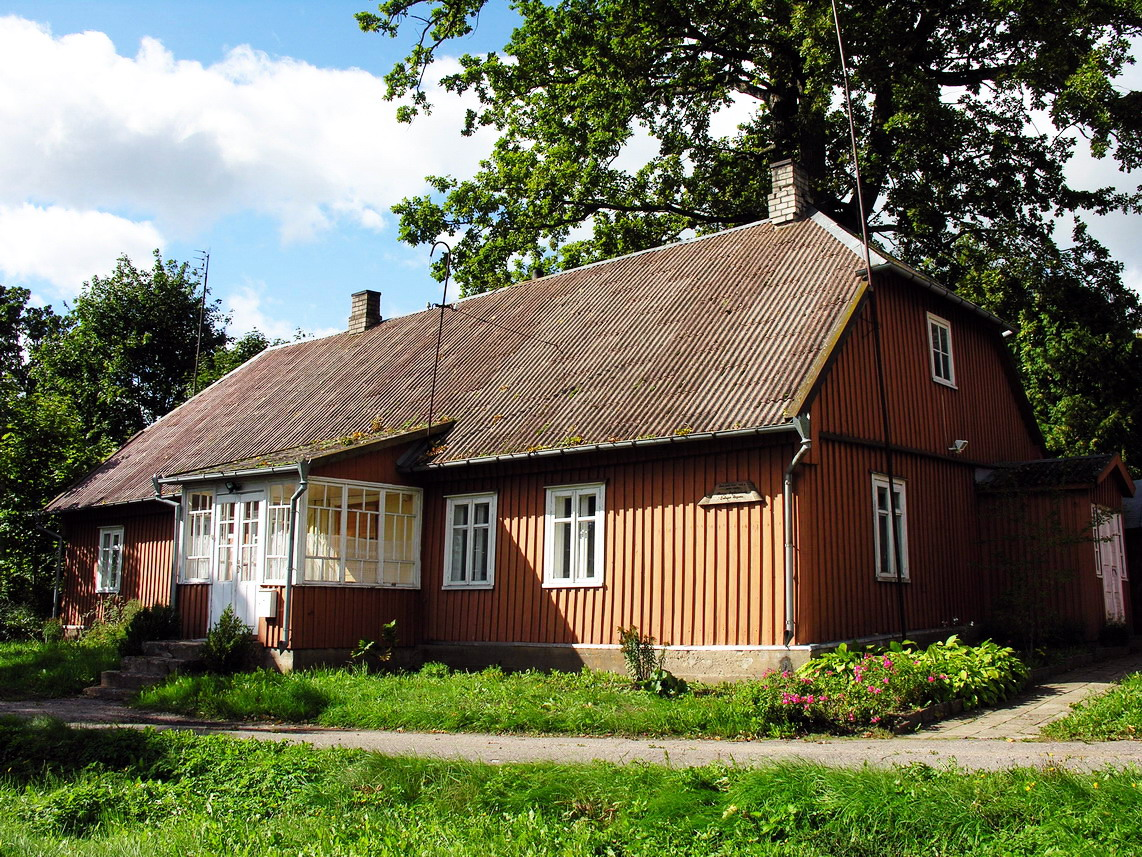
Haus von Marija Pečkauskaitė in Židikai, 1915–1930

Šatrijos Ragana, eigentlich Marija Pečkauskaitė, (* 24. Februarjul. / 8. März 1877greg.  in Medingėnai; † 24. Juli 1930 in Židikai) war eine litauische Schriftstellerin; Šatrijos Ragana war ihr Künstlername. Sie ist die Gründerin der Schule von Židikai.
Auf ihrem Grab wurde 1941 eine von Jonas Mulokas entworfene Kapelle für ihre sterblichen Überreste errichtet.

## Werke
- Margi paveikslėliai (1896)
- Pirmas pabučiavimas (1898)
- Dėl ko tavęs čia nėra? (1898)
- Jau vakaruose užgeso saulėlydžiai (1900)
- Rudens dieną (1903)
- Viktutė (1903)
- Iš daktaro pasakojimų (1904)
- Atsiminimai apie broliuką Steponą (1939)
- Sulaukė (1906)
- Vincas Stonis (1906)
- Pertraukta idilija (1906)
- Nepasisekė Marytei (1906)
- Dėl tėvynės (1907)
- Adomienė (1908)
- Pančiai (1920)
- Sename dvare (1922)
- Irkos tragedija (1924)
- Mėlynoji mergelė (1925)
- Motina – auklėtoja (1926)